# Jan Stöckli
Jan Stöckli (8 januari 1999) is een Zwitsers voormalig wielrenner die als beroepsrenner reed bij het Italiaanse Team Corratec.

## Carrière
Stöckli was in zijn jeugdjaren voornamelijk actief in het mountainbiken. In 2021 combineerde hij dit met het wegwielrennen. Op het einde van dat jaar werd hij zesde in de door Daniel Bichlmann gewonnen Ronde van Burkina Faso. In februari 2022 maakte hij de overstap naar Team Corratec. Zijn debuut voor die ploeg maakte hij later die maand in de Ronde van Antalya. Omdat zijn ploeg in 2023 een stap hogerop deed, werd Stöckli dat jaar prof. Zijn debuut in de World Tour volgde in maart, toen hij aan de start stond van de Tirreno-Adriatico. In drie seizoenen bij de Italiaanse ploeg kwam hij niet tot een zege. Dichterbij een zevende plaats in het nationale kampioenschap tijdrijden in 2023 en een achtste plaats in de openingsrit van de Ronde van het Taihu-meer 2024 kwam hij niet. Aan het eind van 2024 besloot hij zijn profcarrière te beëindigen.
In april 2025 werd hij opgevist door het Tudor Pro Cycling Team. Samen met Simon Pellaud gaat hij gravelwedstrijden betwisten voor de ploeg.

## Resultaten in kleinere rondes
| Jaar | Tirreno-Adriatico | Ronde van Romandië | Ronde van Zwitserland |
| ---- | ----------------- | ------------------ | --------------------- |
| 2023 | 133e              | 117e               |                       |
| 2024 | opgave            | opgave             | 128e                  |

## Ploegen
- 2022 –  Team Corratec (vanaf 1 februari)
- 2023 –  Team Corratec-Selle Italia[a]
- 2024 –  Team Corratec-Vini Fantini

Amella · Baldaccini · Barać · Conti · Dalla Valle · Gandin · Iacchi · Konychev · Masotto · Murgano · Olivero · Ponomar (vanaf 10/8) · Quarterman · Quartucci · Stojnić · Stöckli · Tivani · Vacek · van Empel · Viviani · Zambelli · Darbellay (stagiair) · Debons (stagiair) · Tsarenko (stagiair)
Amella · Baldaccini · Balmer (vanaf 14/5) · Bonifazio · Conti · Darbellay · Debons · González (vanaf 31/3) · Iacchi · Mareczko · Masotto · Monaco · Murgano · Olivero · Padoen · Ponomar · Samudio (vanaf 1/8) · Quartucci · Sbaragli · Stewart · Stöckli · Tsarenko · van Empel · Viviani · Zambelli · Bögli (stagiair) · Parravano (stagiair) · Tissières (stagiair)